# Récifs de Minerva
Pour les articles homonymes, voir Minerva.
Les récifs de Minerva (en tongien : Ongo Teleki), territoire de la république de Minerva brièvement indépendante en 1972, sont un groupe de deux atolls dans l'océan Pacifique, au sud des îles Fidji et Tonga. Leur nom vient du baleinier Minerva parti de Sydney en 1829 qui s'est échoué sur le récif au sud. Ils sont revendiqués par les Tonga et les Fidji.

## Géographie
Minerva se situe, dans l'océan Pacifique, à 435 km de Tonga (Polynésie).
Les récifs sont deux atolls issus de volcans sous-marins endormis. Géologiquement, ils ont une base de calcaire formée à partir de formations de corail vivant grâce à la chaleur de l'activité volcanique en sommeil. Le récif du nord a un diamètre de 5,6 km et celui du sud, 4,8 km. La plate-forme sous-marine commune a une profondeur entre 549 et 1 097 m.
Les deux récifs servent souvent de lieu d'ancrage aux yachts voyageant entre les îles Fidji et Tonga et la Nouvelle-Zélande, à 800 milles marins des récifs. North Minerva (Teleki Tokelau) offre le mouillage plus protégé avec un passage unique, facilement négocié, orienté à l'ouest, donnant accès à la grande lagune calme avec de vastes étendues de sable. South Minerva (Teleki Tonga), en forme de 8, est plus difficile à aborder, surtout avec une mer agitée.
Le climat est essentiellement subtropical avec une période chaude (décembre-avril), au cours de laquelle les températures dépassent 32 °C, et une période plus fraîche (mai-novembre), où les températures tournent entre 23 et 27 °C. les précipitations annuelles sont de 170 à 297 cm. L'humidité moyenne quotidienne est de 80 %.

## Histoire
On ne sait pas précisément la date de leur découverte mais les récifs sont désignés sous le nom de Nicholson's Shoal dans les cartes dès 1820.
Henry Mangles Denham, le capitaine du HMS Herald (1822) (en), s'échoue sur ces récifs en 1854 et les baptise Minerva d'après le baleinier qui a sombré sur l'atoll du sud le 9 septembre 1829. D'autres navires subiront le même sort. Le plus souvent, lorsqu'il y avait des survivants, ils étaient recueillis par des baleiniers ou atteignaient en radeau les îles Lau, dans les Fidji.
Plus récemment, en 1962, un cotre de 15,5 m, le Tuaikaepau, s'échoue. L'équipage et les passagers qui partaient des Tonga vers la Nouvelle-Zélande survivent. Pendant plusieurs mois, ils vivent sur les récifs dans des conditions misérables, quelques personnes décèdent. Le capitaine d'origine tongienne construit un radeau à partir de bois récupéré sur l’épave pour aller chercher de l'aide. Le radeau atteint les Fidji en une semaine et, trois mois après le naufrage, les survivants sont récupérés.
Durant la Seconde Guerre mondiale, plusieurs tours et plates-formes métalliques sont dressées par les Américains, notamment un phare sur South Minerva, jamais mis en service, puis abandonnées après la guerre.
En 19

## République de Minerva
| République de Minerva                                                      |                                           |
| République de Minerva (janvier 1972-février 1973) Republic of Minerva (en) |                                           |
| Drapeau.                                                                   |                                           |
| Administration                                                             |                                           |
| Pays                                                                       | Tonga                                     |
| Territoire revendiqué                                                      | Les récifs de Minerva                     |
| Statut politique                                                           | Micronation                               |
| Gouvernement                                                               | République                                |
| Président Mandat                                                           | Morris C. Davis Janvier 1972-février 1973 |
| Démographie                                                                |                                           |
| Population                                                                 | 42 hab.                                   |
| Langue(s)                                                                  | Anglais                                   |
| Géographie                                                                 |                                           |
| Coordonnées                                                                | 23° 38′ sud, 178° 54′ ouest               |
| Divers                                                                     |                                           |
| Monnaie                                                                    | Minerva Dollar                            |
| Sources                                                                    |                                           |
| (en) Site archivé de la République de Minerva                              |                                           |
|                                                                            |                                           |
| modifier                                                                   |                                           |

La République de Minerva est une micronation réclamant les récifs de Minerva.
Il s'agit de l'une des rares tentatives modernes de créer une micronation souveraine en édifiant sur ces récifs une île artificielle en 1972.
L'architecte est Michael Oliver, promoteur immobilier millionnaire à Las Vegas, qui fera d'autres tentatives la décennie suivante. Il forme un syndicat, Ocean Life Research Foundation, qui réunit cent millions de dollars pour le projet et a des bureaux à New York et à Londres. Il prévoit de fonder une société libertarienne « sans impôts, assistance, subvention ou n'importe quelle forme d'interventionnisme ». Outre le tourisme et la pêche, la nouvelle économie consisterait en l'industrie légère et du commerce,.
En 1971, des barges chargées de sable arrivent en provenance d'Australie, ce qui porte le niveau de récif au-dessus de l'eau et permet la construction d'une petite tour où flotte le drapeau de l'état.
La République de Minerva déclare son indépendance le 19 janvier 1972, adresse des courriers aux pays voisins et émet sa propre monnaie. En février, Morris C. Davis est élu provisoirement président,. La déclaration d'indépendance est accueillie avec beaucoup de méfiance par d'autres pays de la région. Une conférence des États voisins (Australie, Nouvelle-Zélande, Tonga, Fidji, Nauru, Samoa, et le territoire des Îles Cook) se tient le 24 février 1972. Lors de celle-ci, les Tonga réclament les récifs de Minerva, ce à quoi consentent les autres pays. Une expédition des Tonga vient appuyer cette réclamation et enlève le drapeau de la République.
La demande des Tonga est reconnue par le Forum des îles du Pacifique en septembre 1972.
Le 26 février 1973, accusé d'être un dictateur, Morris Davis est destitué par Michael Oliver, mettant fin au projet.
En 1982, un groupe d'Américains mené de nouveau par Morris Davis essaie d'occuper les récifs, mais est expulsé par les troupes de Tonga après trois semaines. Au cours des dernières années, plusieurs groupes auraient cherché à rétablir la république. Mais la dernière offensive terrestre reste celle de 1982.

### Galerie

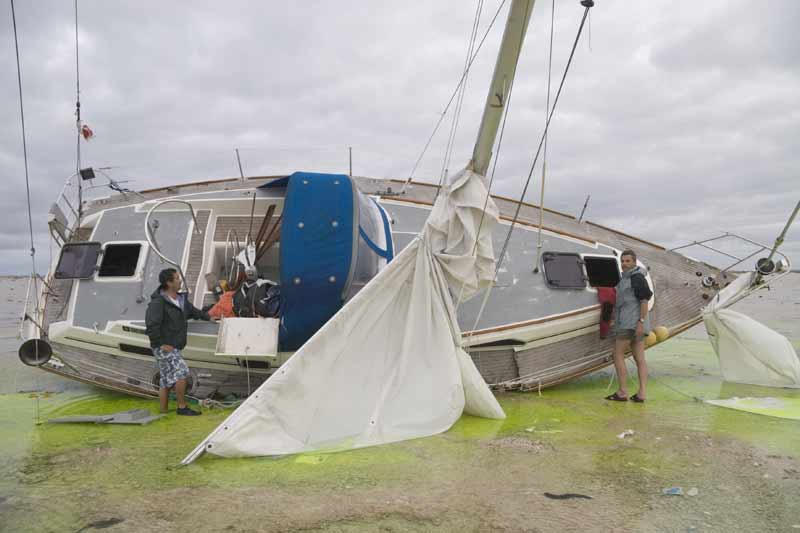
Un voilier échoué sur North Minerva en 2005.
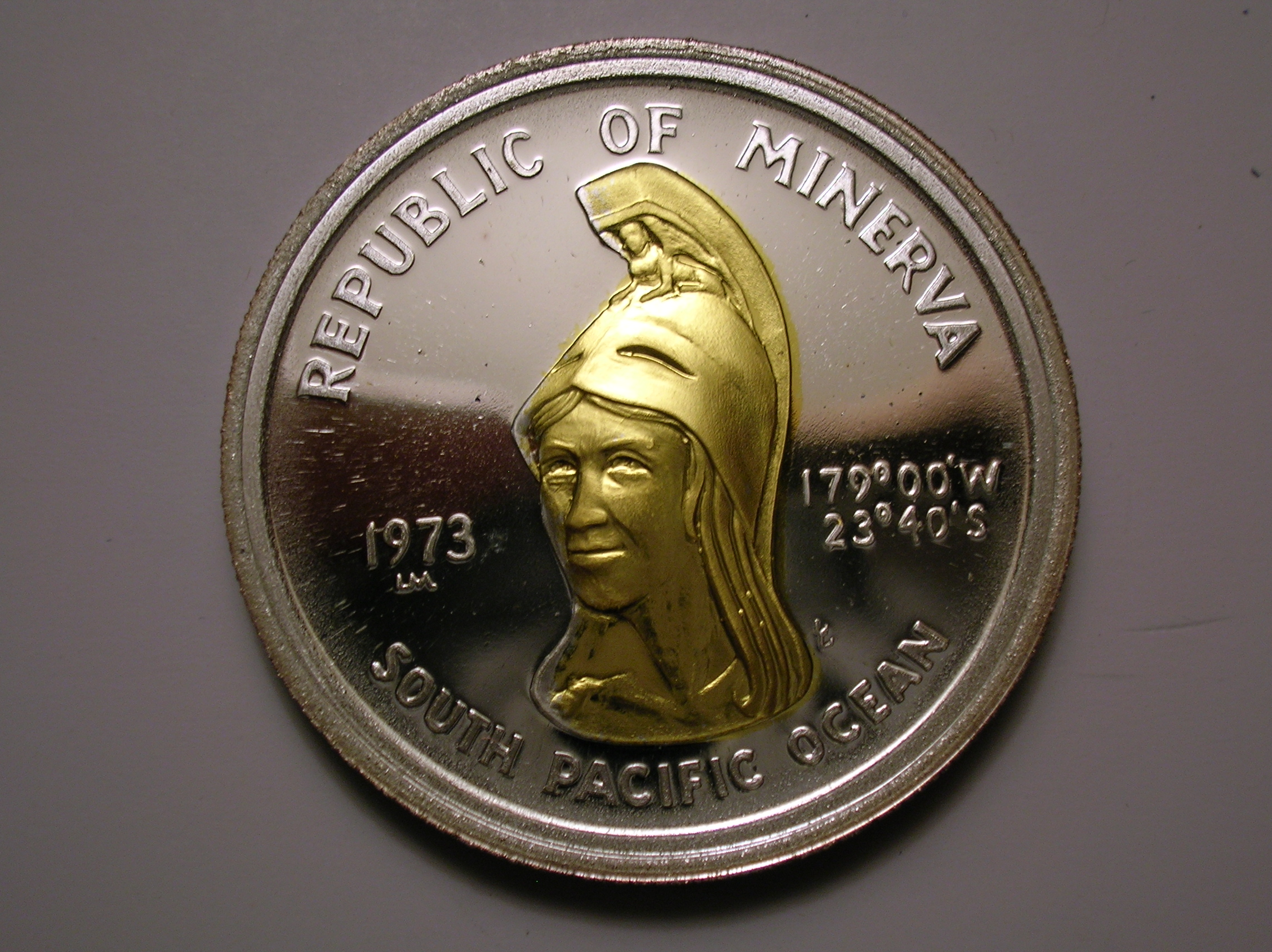
Face de la pièce de 35 Minerva Dollars.
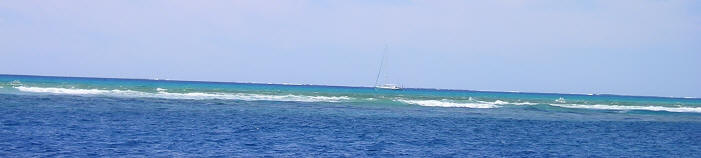
Récif de Minerva.

## Conflit entre les Tonga et les Fidji
En novembre 2005, les Fidji déposent une plainte auprès de l'Autorité internationale des fonds marins, selon la Convention des Nations unies sur le droit de la mer, concernant les fonds adjacents aux récifs de Minerva par les Tonga. Les Tonga déposent une réclamation territoriale, ainsi que la « principauté ».
En 2010, la marine fidjienne détruit les feux de navigation à l'entrée de la lagune. Fin mai 2011, elle le fait de nouveau. Début juin 2011, deux navires de la marine tongienne viennent dans les récifs, réparent et réaffirment la souveraineté de Tonga sur ce territoire. Les bateaux des Fidji à proximité se retirent à l'approche de ceux des Tonga. Un journal néo-zélandais déclare qu'un conflit militaire entre les deux pays est évité de justesse,.

## Dans la culture populaire
L'album de bande dessinée "Un empire sur pilotis" de Norbert et Kari de Godard est inspiré par l'histoire de la République de Minerva.